# Hôtel Chevillon
Hôtel Chevillon er et pensionat på Rue de Wilson i Grez-sur-Loing (en) syd for Paris, Frankrig. Det er forbundet med Grezkolonien og har haft betydning for mange kunstnere, forfattere, kulturskabere og videnskabsmænd, og drives nu af en svensk fond.[kilde mangler]
Miljøet i og omkring Hôtel Chevillon går tilbage til 1830'erne, hvor der opstod flere internationale kunstnerkolonier nær Fontainebleauskoven syd for Paris. Den historiske udvikling i området inkluderer først englændere, skotter, irere og amerikanere, efterfulgt af nordiske kunstnere. Nogle af de mere kendte kunstnere på Hôtel Chevillon var Hugo Salmson (sv), Oscar Törnå, Christian Krohg, Christian Skredsvig samt svenskeren Karl Nordström. Nordström tiltrak Carl Larsson til Grez, hvor Larsson ikke blot opdagede akvarelteknikken, men også mødte sin kommende kone, kunstneren Karin Bergöö (sv), og fik gaden ved siden af pensionatet opkaldt efter sig. Listen over berømte svenske kunstnere, der besøgte Grez, inkluderer bl.a. Bruno Liljefors, Julia Beck, Anders Zorn, Eva Bonnier, Ernst Lundström (sv), Emma Löwstädt, August Strindberg og hans kone, skuespilleren Siri von Essen (sv) og Georg Pauli. Den danske kunstner Marie Caroline David opholdt sig også på stedet, hvor hun havde et velkendt langvarigt forhold med von Essen. Kunstner Sophie Holten har portrætteret David i maleriet Kvinde ved vandet. Mölle (Portræt af Marie David)], 1887, erhvervet af Den Hirschsprungske Samling.
Kunstnere kan ansøge om selvbetalte ophold. Hôtel Chevillon ejes af Stiftelsen Grez-sur-Loing, en svensk fond, som udlejer arbejdslokaler i bygningen i samarbejde med andre nordiske fonde (såsom den finske kulturfond).